# Carl Torp (officer)
 Der er flere personer med dette navn, se Carl Torp.
Carl Torp (29. april 1798 i Korsør – 25. august 1869) var en dansk officer, far til F.L. Torp.
Han var søn af kancellisekretær, borgmester og byfoged i Korsør Andreas Torp (1767-1801) og Susanne født Hecquet (1775-1838). Han blev sekondløjtnant, premierløjtnant og kommanderede under Treårskrigen som ritmester 2. eskadron af 4. Dragonregiment, indtil han afgik til København. Han afgik fra Hæren som generalmajor af kavaleriet.
Han blev gift første gang 1818 med Anna Caroline Emilie von Bülow (28. oktober 1791 i Drammen – 13. april 1839), datter af kammerherre og oberst Frantz Christopher von Bülow, toldforvalter i Flensborg (1757-1835) og dennes første hustru Anna Maria født Werner (1768-1812), og anden gang med Frederikke Christiane Charlotte Sanne (1811 i Helsingør - ?), datter af løjtnant og tegnemester Nicolai Christian Sanne og Marie Cathrine født Mortensen.